# Draba fladnizensis
Draba fladnizensis — вид трав'янистих рослин родини капустяні (Brassicaceae). Має циркумарктичне й гірське поширення у Північній Америці, Європі й Азії, досягаючи горами на південь до межі з Мексикою, Південної Європи та Гімалаїв, відповідно.

## Таксономічні примітки
Draba fladnizensis — диплоїдний вид, 2n = 16 (2x). Він пізнаваний всюди і мономорфно, так що немає жодної ознаки відмінності між американськими європейськими й азійськими популяціями.

## Опис
Це багаторічні поодинокі трав'янисті рослини. Базальний каудекс слабо розгалужений, іноді вкритий залишками листя й утворює невеликі розетки, формуючи невеликі купини. Кожна розетка потенційно з одним квітковим стеблом (до 10 штук в купині), часто з одним листком. Квіткові стебла висхідні, іноді короткі на початку цвітіння, 1–2 см, але подовжуються під час і після цвітіння до 5–15 см, голі, часто з червоним відтінком. Листові розетки в основному 2–3 см, а іноді до 10 см шириною. Листки чергові, блідо-зелені, до 14 × 2 мм, цілісні, від вузько оберненоланцетних до майже лінійних, серединні жилки дуже помітні. Обидві поверхні листя голі або рідко з рідкісними довгими волосками; краї листків з довгими, міцними, простими й іноді роздвоєними волосками, рідше голі.
Суцвіття — китиці, 3–10(15)-квіткові, подовжуються на стадії плодів до 2–3.5 см. Квітконіжки 2–6 мм, тонкі. Квіти радіально симетричні з 4 вільними чашолистками й пелюстками. Чашолистки до 2 × 1 мм, зелені або підфарбовані червоним кольором, з помітними білими полями. Пелюстки 2–2.5 × 1–1.5 мм, як правило, менше, ніж удвічі довші чашолистків, з надрізом, білі. Плоди — стручки 4–7 × 1.5–2 мм, блідо або темно-зелені, іноді сильно підфарбовані багрянистим або червонуваті, еліптичні або рідко ланцетні, голі. Насіння 7–10 у кожній комірці, ≈ 1 × 0.75 мм, темно-коричневого забарвлення.

## Відтворення
Статеве розмноження насінням; немає вегетативного розмноження. Квітки дуже маленькі, у великій мірі самозапильні. Немає спеціального пристосування до поширення насіння.

## Поширення
Північна Америка (Ґренландія, Канада, США), Євразія (Австрія, Албанія, Фарерські острови, Фінляндія, Франція, Німеччина, Швейцарія, Ліхтенштейн, Іспанія, Ісландія, Італія, Норвегія [вкл. Шпіцберген], Росія, Китай, Румунія, Словаччина, Швеція).
Населяє кам'яні оголення, альпійські луки, піщанистий гравій. Зростає на від добре дренованих субстратах від приблизно нейтральної до основної реакції ґрунту (рН).

## Галерея

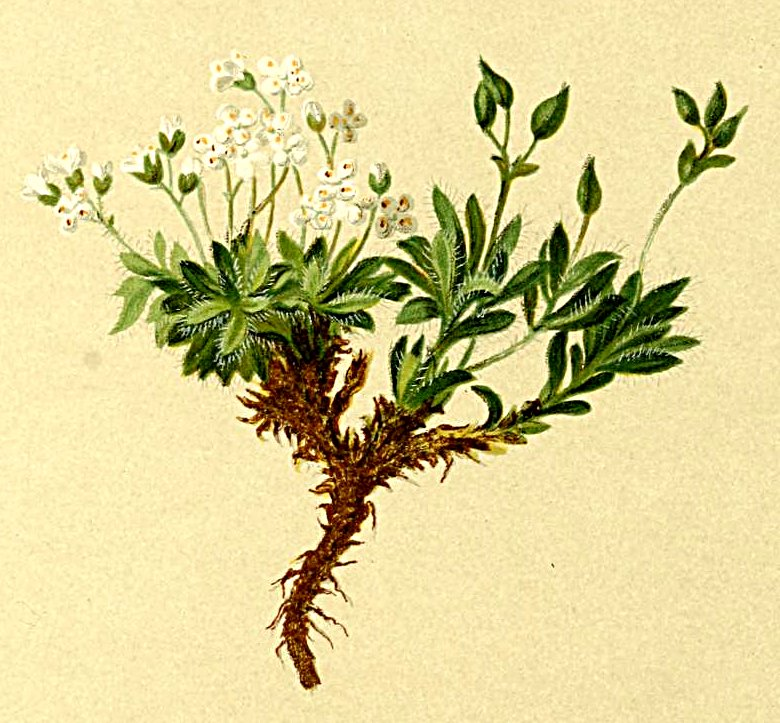